# Kountouriotis (Schiff)
Die USS Rupertus (DD-851) war ein Zerstörer der Gearing-Klasse im Dienst der US Navy. Das 1945 gebaute Schiff wurde nach dem General des US Marine Corps, William H. Rupertus (1889–1945), benannt. Von 1973 bis 1994 war es als Kountouriotis im Dienst der griechischen Marine.

## Geschichte
Die Kiellegung des Schiffes erfolgte am 2. Mai 1945 auf dem Fore River Shipyard in Quincy (Massachusetts). Die Schiffstaufe wurde am 21. September 1945 durch die zweite Ehefrau des im März 1945 verstorbenen General Rupertus durchgeführt. Die Indienststellung und Übergabe des Schiffes an die US Navy war am 8. März 1946. Erster Kommandant wurde Commander William C.F. Robards.
Nach den Funktions- und Einsatztests in Guantanamo Bay und verschiedenen Besuchen in Häfen an der Ostküste, verlegte man das Schiff in den Pazifik nach San Francisco. Während seiner Verlegung passierte das Schiff den Panama-Kanal.
Mit Beginn des Jahres 1946 tätigte das Schiff verschiedene und abwechselnde Einsätze im West-Pazifik und Operationen an der Westküste der Vereinigten Staaten.
Bei der ersten Verwendung im Jahr 1947 operierte das Schiff im Fernen Osten, aber hauptsächlich im Raum um Tsingtao, China. Nach ihrem Einsatz im Ost-Pazifik 1948 kehrte das Schiff 1949 nach Tsingtao zurück und war eins der letzten drei amerikanischen Schiffe, das den Hafen verließ, bevor der Hafen und die Stadt an die Kommunisten fiel.
Nach der Rückkehr des Schiffes nach San Diego für Operationen und Überholungs- und Instandsetzungsarbeiten, verließ das Schiff San Diego am 13. November 1950, um mit der UN-Flotte in koreanischen Gewässern zu operieren. Sie eskortierte dann den Flugzeugträger USS Sicily von Sasebo, Japan, nach Hungnam, Korea. Ab dem 14. Mai 1951 operierte das Schiff zusammen mit der Blockade-Task-Force 95 (TF95) an der Westküste von Korea und im Gelben Meer. Nach dem Verlassen der TF 95 fuhr das Schiff nach Wonsan, danach blieb das Schiff für zehn Tage an der Küste von Songju und feuerte tausende Schuss auf Ziele im Landesinneren. Die USS Rupertus unterbrach diese Kampfunterstützung am 4. Juli 1951, als sie während Waffenstillstandsgesprächen nach Inchon zurückkehrte.
Nach der erneuten Rückkehr nach San Diego am 8. August 1951, kehrte das Schiff am 23. Februar 1952 zurück zur 7. Flotte zurück. Als Erste operierte die Rupertus mit den Flugzeugträgern der TF 77 und beschoss, zusammen mit der Manchester, gelegentlich Landziele bei Hungnam. Bei einer dieser Operationen rettete die Rupertus einen Piloten vom Flugzeugträger Boxer, während das Schiff selbst unter schwerem Feindfeuer stand.
Das Schiff kehrte am 6. Oktober 1952 für Instandsetzungsarbeiten zurück zum Long Beach Naval Shipyard.
Am 16. Mai 1953 verließ die Rupertus San Diego in Richtung West-Pazifik und sicherte dabei den Schweren Kreuzer Bremerton als Mitglied der TF77 und beteiligte sich dann an wieder am Beschuss von Zielen im Landesinneren von Korea. Danach leitete sie eine sogenannte Hunter-Killer-Übung in taiwanischen Gewässern, woran sich angehende taiwanische Navy-Offiziere im Rahmen einer Ausbildung beteiligten und nahm anschließend an der Hundert-Jahr-Feier anlässlich des ersten Besuches von Kommodore Matthew C. Perry in Japan teil, bevor es nach San Diego zurückkehrte.
Nach dem Abschluss des Waffenstillstandsabkommen in Korea beteiligte sich die USS Rupertus bis 1960 jährlich an der Übung WestPac, bis ihr 1960 Yokosuka als neuer Heimathafen zugewiesen wurde.
Am 13. Dezember 1962 kehrte das Schiff für dringende Instandsetzungs- und Modernisierungsarbeiten nach San Francisco zurück. Es folgte der Umbau im Rahmen des Fleet-Rehabilitation-and-Modernization-Programms, wobei die Bewaffnung aus dem Zweiten Weltkrieg gegen eine moderne, integrierte Anti-U Boot-Bewaffnung (ASW), inklusive ASROC und DASH, ausgetauscht wurde. Dann wurde sie in ihren Übergangshafen nach Long Beach, Kalifornien, verlegt. Nach der Fertigstellung der Maßnahmen lief die USS Rupertus am 26. Mai 1964 wieder Richtung Yokozuka aus, um an der Operation Taiwan Patrol teilzunehmen. Nach ihrer Teilnahme am Tonkin-Zwischenfall lief sie ins Südchinesisches Meer aus und patrouillierte dort bis Juni 1965, bis das Schiff in den Fernen Osten verlegt wurde, um die Gemini IV-Operationen zu unterstützen.
Darauf folgte ihr Einsatz in den Gewässern um Vietnam, wo sich das Schiff an der Operation Market Time beteiligte und nebenbei die Bodenoperationen der US Army durch Landzielbeschuss unterstützte. Es folgten 1966 dann wieder Operationen im Rahmen der Taiwan Patrol und Patrouillen im Südchinesischen Meer, unterbrochen nur durch die Unterstützung bei den Gemini IX-Operationen im Mai und Juni 1966.
Die USS Rupertus kehrte wegen erneuter Stationierung am 3. August 1966 nach Long Beach zurück. Ein Jahr später verließ die Rupertus San Diego und fuhr Richtung Fernen Osten. Sie erreichte im Juli 1967 die Yankee Station im Golf von Tonkin. Nachdem es auf der Forrestal durch einen Unfall zu mehreren Explosionen – der Forrestal-Katastrophe – kam, näherte sich die Rupertus längsseits bis auf sechs Meter dem Flugzeugträger und unterstützte bei der Feuerbekämpfung, dem Kühlen der Munitionsmagazine und rettete vielen Seeleuten das Leben, die während des Unglücks über Bord gegangen waren.
Als Nächstes nahm die Rupertus an der Operation SeaDragon teil, die Operation umfasste das Blockieren von Häfen der Nord-Vietnamesen. Nachdem das Schiff wieder beim Landzielbeschuss im Inneren des Landes unterstützt hat, kehrte es nach Long Beach zurück, wo es am 4. Dezember 1967 eintraf.
Es folgten wieder Überholungs- und Instandsetzungsarbeiten und Übungen vor der kalifornischen Küste. Die USS Rupertus nahm wieder an der Übung WestPac teil und erreichte am 22. Juli ihren „neuen“ Heimathafen in Yokozuka, Japan. Vom 14. August 1967 an unterstützte sie wieder den Landzielbeschuss und nahm ab dem 29. August 1967 in mehreren Einsätzen wieder an der Operation Sea Dragon teil. Während dieser Einsätzen stand das Schiff wieder unter dem Feuer der feindlichen Küstenverteidigung. Nach der Teilnahme als Mitglied des Apollo 7-Recovery Teams kehrte die USS Rupertus in die Gewässer von Vietnam zurück und tätigte, bis zu seiner Rückkehr nach Yokozuka im Jahre 1968, dort noch mehrere Einsätze.
Wieder folgten ab 1969 Einsätze im Fernen Osten bis zur Rückkehr des Schiffes nach San Diego am 15. August 1970. Den Rest des Jahres 1970 befand sich das Schiff im Flottenstützpunkt von San Diego, die meiste Zeit davon im Trockendock.
In den Jahren 1971 und 1972 folgten mehrere Teilnahmen am WestPac, die eine Dauer von sechs Monaten hatten und sich abwechselten mit Übungen im Pazifikraum vor San Diego. Nach der Rückkehr von einer ihrer letzten Unternehmungen, unterzog sich das Schiff im Frühjahr 1973 einer Untersuchung durch die INSURV-Kommission. Die Kommission stellte daraufhin fest, dass das Schiff für weitere Einsätze nicht mehr geeignet bzw. einsatzfähig sei.

## HNSKountouriotis(D-213)
Nach ihrer Außerdienststellung am 10. Juli 1973 wurde das Schiff im Rahmen eines Leih-Abkommen an die griechische Marine abgegeben. Dort wurde sie als HNS Kountouriotis (D-213) wieder in Dienst gestellt und blieb bis 1994 bei der griechischen Marine im aktiven Dienst.
1995 wurde das Schiff dann endgültig auch bei der griechischen Marine außer Dienst gestellt und 1998 als künstliches Riff in der Souda-Bucht, Kreta versenkt.

## Auszeichnungen
Die USS Rupertus wurde mit sieben Battle Stars für ihre Einsätze in Vietnam ausgezeichnet.